# Milcho Leviev
Milcho Issakov Leviev (Милчо Исаков Левиев) (Plovdiv, 19 dicembre 1937 – Salonicco, 12 ottobre 2019) è stato un compositore, pianista e arrangiatore statunitense.

## Biografia
Nato a Filippopoli (Plovdiv) da una famiglia di ascendenza ebraica e fratello del localmente noto artista Yoan, Leviev ha studiato musica presso l'Accademia Nazionale di Musica di Sofia, perfezionandosi in composizione sotto la guida di Pančo Vladigerov e in pianoforte con Andrej Stojanov. Terminati gli studi nel 1960, la sua carriera professionale è iniziata in qualità di compositore presso il teatro di Plovdiv. Contemporaneamente, dal 1962 al 1966, è stato direttore della Big Band della Radiodiffusione Nazionale Bulgara, succedendo a Emil Georgiev. Le sue idee compositive, espresse in lavori quali Studio, Blues in 9 o Anti-waltz, risultavano innovative in quanto sintesi fra elementi folklorici bulgari e jazz. Dal 1963 al 1968 è stato attivo come direttore dell'Orchestra Sinfonica di Sofia e in quella di Plovdiv. Nel 1965 ha fondato, con Simeon Šterev, il gruppo Jazz Focus ‘65, con il quale ha intrapreso fino al 1970 delle tournée come ospite dei festival jazz internazionali di Montreux, Praga e Sofia.
Nel 1970 Leviev ha lasciato la Bulgaria per motivi politici. Per breve tempo ha risieduto in Germania, dove, tra l'altro, ha preso parte al Hr-Jazzensemble e al duo folk Colin Wilkie & Shirley Hart. Si è poi trasferito negli Stati Uniti dove ha lavorato come compositore, pianista ed arrangiatore, inizialmente con Don Ellis (1971–1976), periodo durante il quale si è occupato di trasferire i ritmi balcanici nell'ambito dell'orchestra jazz; in seguito ha lavorato con Billy Cobham (1974–77). Nel 1977 Leviev è diventato cittadino americano. Ha collaborato con Lainie Kazan (1977–80), ed ha suonato con John Klemmer, Art Pepper (con il quale ha intrapreso delle tournée in Europa dal 1980 al 1983), Roy Haynes, L. Subramaniam, João Gilberto, Al Jarreau e Carmen McRae. Nel contempo ha diretto fino al 1984, insieme al flautista classico Jim Walker, il gruppo Free Flight. A partire dal 1983 è stato direttore musicale delle "Jazz Sessions" del Comeback Inn di Venice, California. Ha inoltre tenuto concerti in Giappone con Dave Holland (1983-86) e si è esibisto come pianista solista in Europa (1985-86). È stato docente di composizione jazz presso la University of Southern California, ed ha tenuto dei master all'Università di Sofia.
Leviev è autore di musica sinfonica, da camera, per orchestra jazz, nonché, in particolare negli anni '60, di musica per film. Alcune sue partiture sono pubblicate dalla Dick Grove Publications di New York e dalla casa editrice bulgara Nauka I Izkustvo.
È stato insignito del titolo di dottore honoris causa nel 1995 dall'Accademia di Musica, Danza e Belle Arti di Plovdiv, e dalla Nuova Università Bulgara.
Leviev si è spento il 12 ottobre 2019 a Salonicco (Grecia).

## Composizioni

### Musica sinfonica
- Variazioni su un tema di Arcangelo Corelli per pianoforte e orchestra (1955)
- Concerto per gruppo jazz e orchestra (1965)
- A Little Old Time Music (1959);
- Muzika per big band e orchestra sinfonica (1966)
- Balkanski kauboj, suite per orchestra sinfo-pop (симфо-поп оркестър) (1969)
- Probnijat kamăk na Isak (Пробният камък на Исак, "La pietra di paragone di Isacco") per pianoforte e orchestra (1975)
- Simfo-džaz skici (Симфо-джаз скици) per gruppo jazz e orchestra (1982)
- Sonata, versione orchestrale della Sonata per violino e pianoforte
- Rapsodia Orfej per pianoforte e orchestra
- Zelenata kăšta, cantata jazz (1988)

### Musica da camera
- Sonata per violino e pianoforte (1957)
- Quartetto d'archi (1959- 60)
- 11 invenzioni per strumenti o voci (1978)

### Pianoforte
- Toccatina (1959)
- Blues in 9 (1963),
- Delnično utro (Делнично утро) (1965)
- Otklonenie (Отклонение) (1967)
- Edin detski den (Един детски ден), suite (1976)
- Variazioni per due pianoforti su un tema di Arcangelo Corelli (1956/82)
- Studio in chiave di basso (1984)
- Bratja (Братя) (1994)

## Discografia

### Come leader
- Blue Levis (Dobre, 1978)
- What's New (Atlas, 1980), Milcho Leviev Trio, con Ray Brown e Peter Erskine
- Blues for the Fisherman (Mole Jazz, 1980), con Art Pepper, Tony Dumas, Carl Burnett
- True Blues (Mole Jazz, 1981), c.s.
- Music for Big Band and Symphony Orchestra (Philippopolis Records 1981)
- Plays the Music of Irving Berlin (Discovery, 1982)
- Music for Big Band and Symphony Orchestra (Trend, 1983)
- Piano Lesson (Dobre, 1987)
- Destination (Optimism, 1987)
- Bulgarian Piano Blues (MA, 1990)
- The Oracle with Dave Holland (Pan Music, 1992)
- Up & Down with Dave Holland (MA, 1993)
- Jive Sambas (Vartan Jazz, 1997)
- Man from Plovdiv (MA, 1999)
- Quiet Love with Vicky Almazidu (Ethnic Art, 2004)
- Multiple Personalities (Milcho Leviev Plays the Music of Don Ellis) (Mighty Quinn, 2006)
- Quiet March (Perfect Records, 2015)

### Con altre formazioni

#### Con Billy Cobham
- Total Eclipse (Atlantic, 1974)
- Shabazz (Atlantic, 1975)
- A Funky Thide of Sings (Atlantic, 1975)

#### Con Don Ellis
- Tears of Joy (Columbia, 1971)
- New Rhythms (EME 1972)
- Connection (Columbia, 1972)
- Soaring (MPS, 1973)
- Haiku (MPS, 1974)

#### Con Roy Haynes
- Thank You Thank You (Galaxy, 1977)
- Vistalite (Galaxy, 1979)

#### Con Gerald Wilson
- Jessica (Trend, 1983)
- Calafia (Trend, 1985)

#### Altri
- Jazz Focus ’65 (Musik Produktion Schwarzwald, 1969), con Simeon Shterev, Lubomir Mitrov, Peter Slavov
- Arif Mardin, Journey (Atlantic, 1974)
- Airto Moreira, Virgin Land (Salvation, 1974)
- L. Subramaniam, Fantasy without Limits (Trend, 1980)
- Al Jarreau, Breakin' Away (Warner Bros., 1981)
- Free Flight: The Jazz/Classic Union (Palo Alto, 1982)
- Lingua Franca: Common Language (Belladonna, 1985) con Dušan Bogdanović, Alexei Zubov
- Milcho Leviev & Charlie Haden, First Meeting (Pan Music, 1986)
- Milcho Leviev/Theodosii Spassov, Trio Gourbet Mohabet (Live) (1990)
- Jazzensemble des Hessischen Rundfunks: Atmosphering Condition Permitting (ECM n° 1967-93)[5]
- Milcho Leviev & Dave Holland Up & Down (M.A. 1993)
- Winter Tale (Doberman - Yppan, 2008), con Dušan Bogdanović

## Filmografia
- Gorešto pladne (Горещо пладне), 1965, regia di Zako Cheskija
- Măže (Мъже), 1966, regia di Vasil Mirčev
- Otklonenie (Отклонение), 1967, regia di Griša Ostrovski e Todor Stojanov
- Poledelnik sutrin (Понеделник сутрин), 1966-68, regia di Irina Aktaševa e Hristo Piskov
- Opasen polet (Опасен полет), 1968, regia di Dimităr Petrov
- Heimlichkeiten, 1969, regia di Wolfgang Staudte
- Ikonostasăt (Иконостасът), 1969, regia di Hristo Hristov e Todor Dinov
- Edin sinmacen den (Един снимачен ден), 1969, regia di Borislav Šaraliev
- Osmijat (Осмият), 1969, regia di Zako Heskija
- Chickpeas, 1992, regia di Nigol Bezjian
- Pismo do Amerika (Писмо до Америка), 2001, regia di Iglika Triffonova
- Electric Heart: Don Ellis, 2007, regia di John Vizzusi